# (362) Havnia
(362) Havnia – planetoida z pasa głównego asteroid okrążająca Słońce w ciągu 4 lat i 52 dni w średniej odległości 2,58 j.a. Została odkryta 12 marca 1893 roku w Observatoire de Nice w Nicei przez Auguste Charloisa. Nazwa planetoidy pochodzi od łacińskiej nazwy Kopenhagi. Przed jej nadaniem planetoida nosiła oznaczenie tymczasowe (362) 1893 R.